# Atelkuzu
Atelkuzu (greacă Ἀτελκoύζoυ, maghiară Etelköz) desemnează un teritoriu controlat de triburile maghiare pe parcursul secolelor VIII și IX, situat în teritoriul Moldovei și sudul Ucrainei actuale.
Triburile, în număr de 8, erau: Magyeri condus de Elöd, Nyék al lui Álmos, Kürt-Gyarmat al lui Kund (Kono), Tarjan al lui Und (Ond), Jenő al lui Tas, Kér al lui Huba, Keszi al lui Tühütüm și Szekely (secuii; trib kavar cu conducător necunoscut).

## Etimologie
Termenul maghiar Etel-köz vine de la denumirea turcică a fluviului Volga, Itil, Etel, Atel, Atəl. Köz înseamnă în maghiară „regiune”.
Există și o ipoteză conform căreia în textul lucrării De administrando imperio s-ar fi strecurat o eroare de transcriere din care ar fi rezultat Ἐτὲλ καὶ Κoυζoῦ în loc de Ἐτὲλ καὶ Oὐζoυ care ar desemna fluviile Don și Nipru.

## Migrația ungurilor

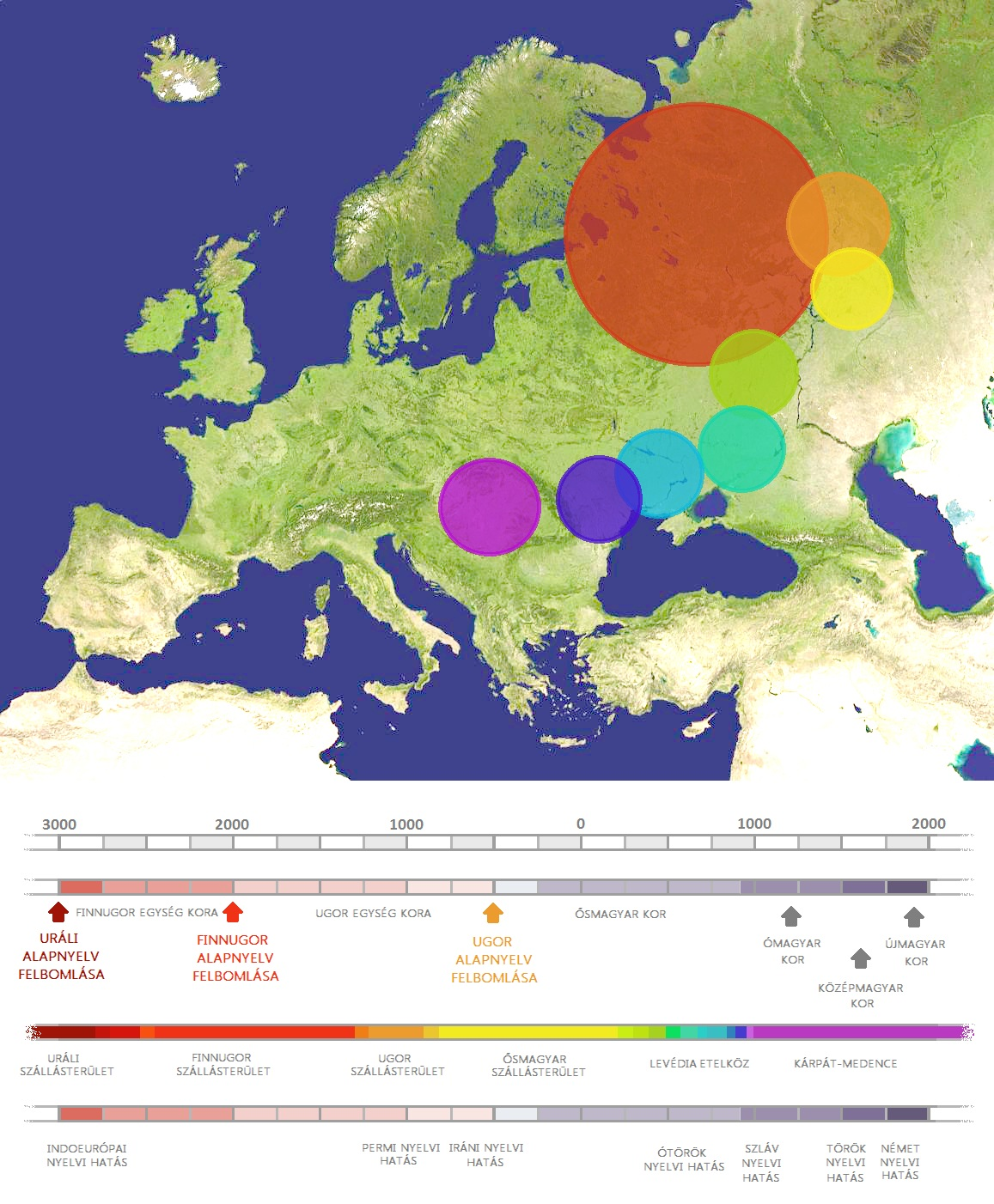
Migrația ungurilor, o hartă bazată pe criterii lingvistice (primele regiuni) si pe documente istorice (ultimele regiuni)
Proto-zona ipotetică de formare a limbilor fino-ugrice
Proto-zona ipotetică a limbilor ugrice
Magna Hungaria, o posibilă regiune locuită de unguri
Levedia
Etelköz
Câmpia Panonică și Bazinul Carpaților

Proto-zona ipotetică de formare a limbilor fino-ugrice
     Proto-zona ipotetică a limbilor ugrice
     Magna Hungaria, o posibilă regiune locuită de unguri
     Levedia
     Etelköz
     Câmpia Panonică și Bazinul Carpaților

### Lebedia sau Levedia
Cele mai vechi sălașe ale triburilor ungare erau situate în vecinătatea Imperiului Khazar într-o regiune numită Lebedia sau Levedia. În această perioadă erau sub dependența khazarilor având îndatorirea de a-i urma în războaie. Pecenegii au avut un conflict de anvergură cu khazarii și, fiind nevoiți să-și părăsească sălașele, le-au invadat pe cele ale ungurilor. Șocul produs a fost atât de mare, încât ungurii au fost siliți sa părăsească Lebedia, uniunea celor 7 triburi divizându-se cu această ocazie. Unii, cei care și-au păstrat vechea denumire de savartoi asphaloi ("savarții statornici"), s-au refugiat către Persia, iar ceilalți s-au refugiat spre vest în așa-numita regiune Atelkuzu.

### Localizarea regiunii Atelkuzu

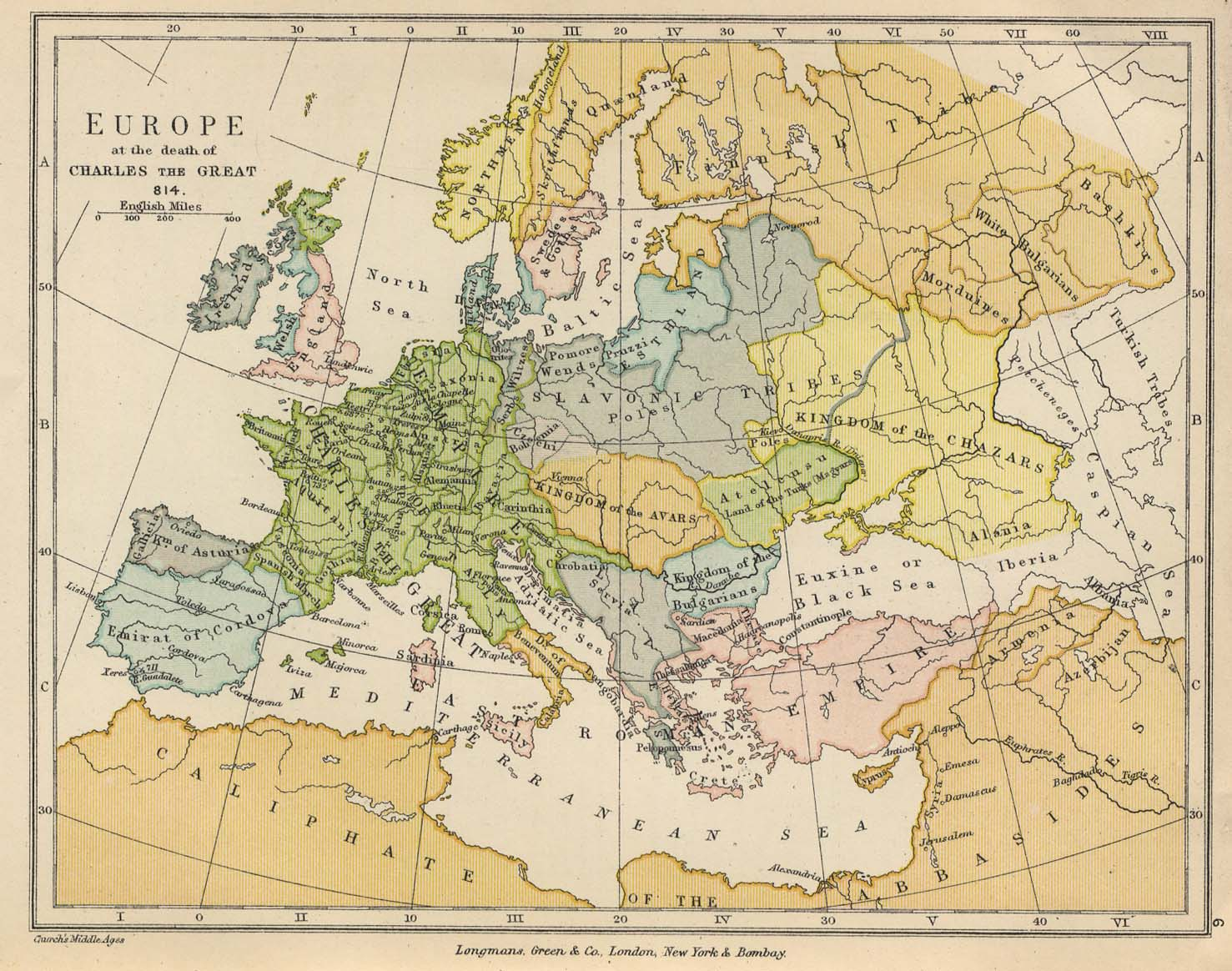
Localizare (cu verde)

Teritoriul din regiunea Atelkuzu ocupat inițial de pecenegi era străbătut de râurile Baruh, Kubu, Trullos, Brutos și Seretos. Ultimele 3 denumiri sunt identificate relativ ușor cu Nistru, Prut și Siret, iar pentru primele specialiștii înclină către Bugul de Sud și Nipru.

### Părăsirea Etelközului
Împinse de bulgari și de pecenegi, triburile maghiare alături de cele kavare au migrat apoi în direcția Câmpiei Panonice, prin trecătoarea Verecke și Pasul Uz.

## Galerie

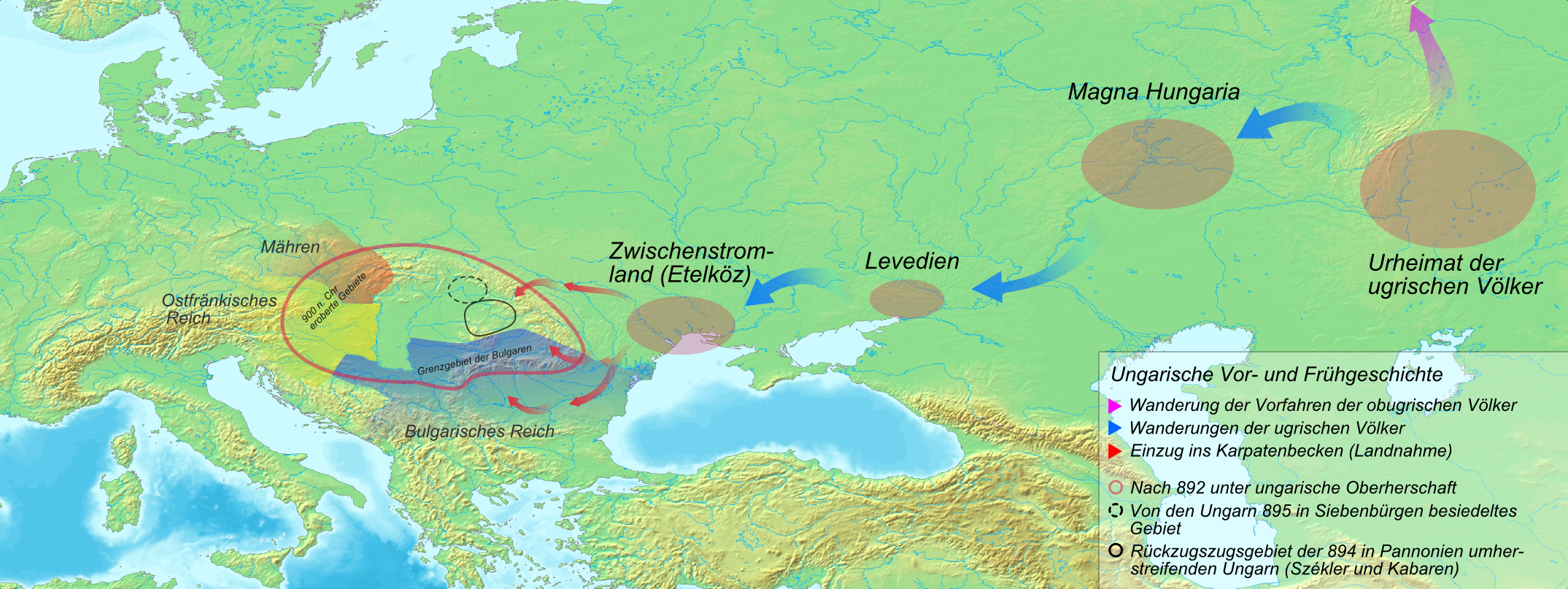
Preistoria și istoria maghiarilor: Stațiuni ale migrației triburilor maghiare

## Vezi și
- Preistoria maghiarilor